# عقاب کاکل‌دراز
عقاب کاکل‌دراز (نام علمی: Lophaetus occipitalis) نام یک گونه از تیره بازان است.

## نگارخانه

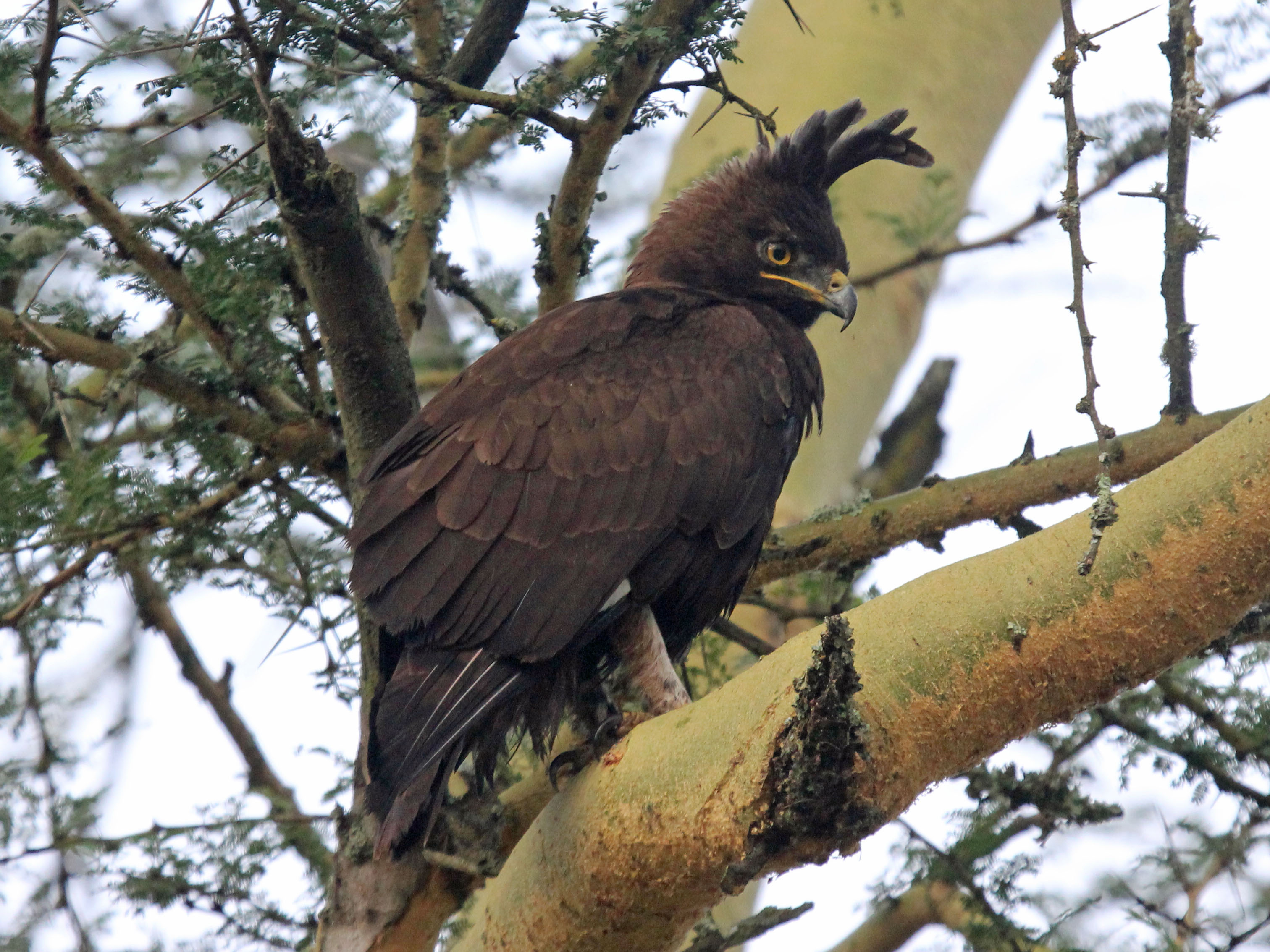